# Georges Le Cordier
Pour les articles homonymes, voir Le Cordier.
 (juin 2015).
Si vous disposez d'ouvrages ou d'articles de référence ou si vous connaissez des sites web de qualité traitant du thème abordé ici, merci de compléter l'article en donnant les références utiles à sa vérifiabilité et en les liant à la section « Notes et références ».
Georges Le Cordier, né Paul Léon Lecordier à Paris 16e le 1er février 1870 et mort à Fontainebleau le 8 décembre 1942, est un auteur de livres pour enfants du début du XXe siècle.
Il travaille essentiellement pour les éditions Delagrave et ses textes sont illustrés par les plus grands illustrateurs du début du siècle.
En 1908, il rédige pour le journal Saint-Nicolas le texte de Sam et Sap, la première bande dessinée utilisant des phylactères, avec les dessins de Rose Candide.
Le 1er avril 1903, il épouse Marie Alice Abraham, dite Colette Henri-Ardel et est le père de Mgr Jacques Le Cordier.

## Œuvres
- Sam et Sap, illustrations de Rose Candide
- Le Malgache alimentaire, illustrations de Pinchon 1904
- La Guerre des fées, illustrations de Pinchon 1909
- Aventures de Maître Renard, illustrations de Pinchon 1911
- La Classe 1925, illustration de Jules Fontanez 1915
- Le Marquis de Carabas, illustrations de Raymond de La Nézière
- La légende des bêtes : Le ver Adam illustrations de Raymond de La Nézière éditions Delagrave 1911
- Les Exploits de Cracambole-Fantaisie héroï-comique, illustrations de René Giffey
- Kamara-Badaboum, roi des Niam-Niams 1902
- Le Pauvre Madapolam ! 1901
- Terrible histoire de sorciers illustration par Raymond de La Nézière  Paris - Delagrave Petit In12 vers 1901